# Fundación e Imperio
Fundación e Imperio (título original en inglés: Foundation and Empire) es una novela de ciencia ficción escrita por Isaac Asimov, publicada en 1952 por la editorial Gnome Press. Es el segundo libro de la llamada "Trilogía de la Fundación" (o "Ciclo de Trántor" como también se le denomina). La novela se confeccionó como un fix-up de dos novelas cortas publicadas con anterioridad en la revista Astounding Science Fiction en 1945. El título de las novelas cortas originales de Astounding difiere de los presentes en la novela.

## Estructura
1. El general (The General) - Novela Corta - Publicado en el número de abril de Astounding en 1945 como Dead Hand (La mano muerta)
2. El Mulo (The Mule) - Novela Corta - Publicado en los números de noviembre y diciembre de 1945 como The Mule (El Mulo)

## Argumento
La novela se divide en dos partes, originalmente publicadas como relatos cortos en revistas de ciencia ficción de la época:

### El general
La Fundación entra en contacto con los restos del Imperio Galáctico, y se enfrenta a su último gran general, Bel Riose, en la guerra que debe decidir el destino de la Galaxia. Tanto para la primera novela (Fundación) como para esta historia, Asimov se inspiró en la caída del Imperio romano de Occidente. En este caso, el Imperio Galáctico está inspirado en el Imperio bizantino y Bel Riose es un personaje inspirado en Belisario, el general del emperador bizantino Justiniano I.
La primera parte del libro explica como el Imperio Galáctico que se está colapsando de forma acelerada, lanza un ataque contra la Fundación. El ataque lo lidera el general Bel Riose. El Imperio, a pesar de su declive, todavía es muy superior a la Fundación. Lathan Devers, un agente de la Fundación, va en misión a Trántor para intentar ver al Emperador Cleón II. El Emperador recapacita y ejecuta a Riose, por ser demasiado "efectivo" y, por lo tanto, una amenaza para el emperador que en anteriores ocasiones ha sido asesinado por un militar. El final de la guerra es la muerte de Riose.

### El Mulo
La segunda parte del libro trata de un hombre misterioso llamado El Mulo. Tiene una habilidad especial que permite manipular las emociones de otras personas. El Mulo usa su habilidad para crear un Imperio con los reinos que bordean la Fundación e iniciar una guerra contra la propia Fundación. La psicohistoria de Seldon sólo puede predecir el comportamiento de grandes cantidades de personas. La aparición de una persona con un don especial como el que posee el Mulo hace que el curso de la historia cambie de forma inesperada, existen las primeras dudas de que el Plan Seldon falle y, por primera vez, la Fundación se siente en peligro.
Nadie conoce el auténtico aspecto del Mulo así que viaja de incógnito disfrazado de bufón, con los ciudadanos de la Fundación Toran Darell y Bayta Darell a diferentes planetas de la Fundación. Usa sus habilidades para ganar la guerra destruyendo su moral. Al final, el planeta capital de la Fundación, Términus, cae sin necesidad de que exista lucha.
Todavía bajo el refugio de su identidad secreta viaja con el matrimonio Darell y el psicólogo Ebling Mis a la Gran Biblioteca de Trántor. Ellos esperan tener un contacto con la Segunda Fundación, que posee poderes mentales, para que les ayude a derrotar al Mulo, que a su vez quiere encontrar la Segunda Fundación para destruirla con el poder de la Primera Fundación, muy superior en tecnología.
El Mulo potencia la capacidad mental de Ebling Mis, permitiéndole avanzar más rápidamente en su investigación en los libros de la Biblioteca. Pero le está costando su salud y cae enfermo. Cuando va a revelar la localización de la Segunda Fundación a Bayta, ella le dispara, matándolo. Bayta, inconscientemente, ha deducido la auténtica identidad del Mulo y mató a Mis, ya que al revelarle la localización de la Segunda Fundación, también se lo revelaría al Mulo.

## Personajes

### El general
- Bel Riose, el último general fuerte del Imperio Galáctico que pretende conquistar la Fundación.
- Ducem Barr, único hijo superviviente del patricio del Imperio y senador de Siwenna Onum Barr, mantenido por Riose como rehén.
- Lathan Devers, un comerciante independiente enviado por la Fundación para espiar a Riose.
- Cleón II, el último emperador fuerte del Imperio Galáctico antes del "Gran saqueo de Trántor".
- Ammel Brodrig, secretario privado de Cleón II.

### El Mulo
- El Mulo, un mutante de poderes desconocidos que pretende establecer un segundo Imperio Galáctico.
- Magnifico Giganticus, bufón huido de la corte del Mulo.
- Bayta Darell, ciudadana de la Fundación casada con un comerciante de la periferia llamado Toran Darell.
- Toran Darell, marido de Bayta, comerciante del planeta Haven.
- Han Pritcher, militar con grado de capitán  y agente de inteligencia de la Fundación, enviado a recoger información sobre el Mulo.
- Indbur III, alcalde de la Fundación.
- Ebling Mis, psicólogo de la Fundación encargado con la misión de localizar y avisar a la Segunda Fundación.
- Dagoberto IX, uno de los últimos emperadores del Imperio Galáctico; reside en Neotrantor.